# Giải quần vợt Wimbledon 2019 - Đôi nam xe lăn
Joachim Gérard và Stefan Olsson đánh bại cặp đôi 3 lần là đương kim vô địch - Alfie Hewett và Gordon Reid 6−4, 6−2 tại chung kết, giành giải vô địch đôi nam xe lăn đầu tiên của họ. Đây cũng là lần thứ nhì Olsson giành giải đôi nam xe lăn.

## Kết quả

### Từ viết tắt
| - Q = Vòng loại - WC = Đặc cách - LL = Thua cuộc may mắn - Alt = Thay thế - SE = Miễn đặc biệt | - PR = Bảo toàn thứ hạng - w/o = Thắng nhờ đối thủ rút lui trước trận đấu - r = Bỏ cuộc giữa trận đấu - d = Bị xử thua - SR = Xếp hạng đặc biệt |

### Chung kết
|  | Bán kết | Bán kết                          | Bán kết | Bán kết                      | Bán kết |   |                          | Chung kết | Chung kết | Chung kết | Chung kết | Chung kết |  |
|  |         |                                  |         |                              |         |   |                          |           |           |           |           |           |  |
|  | 1       | Stéphane Houdet Nicolas Peifer   | 3       | 6                            | 64      |   |                          |           |           |           |           |           |  |
|  | 1       | Stéphane Houdet Nicolas Peifer   | 3       | 6                            | 64      |   |                          |           |           |           |           |           |  |
|  |         | Alfie Hewett Gordon Reid         | 6       | 2                            | 7       |   |                          |           |           |           |           |           |  |
|  |         | Alfie Hewett Gordon Reid         | 6       | 2                            | 7       |   | Alfie Hewett Gordon Reid | 4         | 2         |           |           |           |  |
|  |         |                                  |         |                              |         |   | Alfie Hewett Gordon Reid | 4         | 2         |           |           |           |  |
|  |         |                                  | 2       | Joachim Gérard Stefan Olsson | 6       | 6 |                          |           |           |           |           |           |  |
|  |         | Gustavo Fernández Shingo Kunieda | 2       | Joachim Gérard Stefan Olsson | 6       | 6 | 3                        | 7         | 65        |           |           |           |  |
|  |         |                                  |         |                              |         |   |                          | 7         | 65        |           |           |           |  |
|  | 2       | Joachim Gérard Stefan Olsson     | 6       | 5                            | 7       |   |                          |           |           |           |           |           |  |